# Plaza de Italia (Nueva Orleans)
La Piazza d'Italia es una plaza pública urbana ubicada detrás del Centro Cultural Italiano Americano en las calles Lafayette y Commerce en el centro de Nueva Orleans, Luisiana.Está controlada por New Orleans Building Corporation (NOBC), una corporación de beneficio público de propiedad exclusiva de la ciudad de Nueva Orleans. Terminada en 1978 según un diseño del destacado arquitecto posmoderno Charles Moore y Perez Architects de Nueva Orleans, ldebutó con gran éxito por parte de artistas y arquitectos. Considerada una obra maestra arquitectónica incluso antes de su finalización, comenzó a deteriorarse rápidamente ya que el desarrollo que la rodeaba nunca se realizó. Con el cambio de milenio, era poco frecuentada y desconocida para los habitantes de Nueva Orleans, y en ocasiones se la conocía como la primera "ruina posmoderna". La conversión del adyacente Lykes Center al Loews Hotel, Nueva Orleans, completada en 2003, estuvo acompañada por la restauración completa de la Piazza d'Italia (finalizada en 2004). 

## Historia
Aunque Nueva Orleans recibió decenas de miles de inmigrantes italianos a finales del siglo XIX y principios del XX, el papel de ese grupo étnico en la mezcla cultural de la ciudad pasó en gran medida sin reconocimiento, generalmente eclipsado por las contribuciones fundamentales de las culturas francesa y española. A principios de la década de 1970, los líderes de la comunidad italoestadounidense de Nueva Orleans concibieron una conmemoración pública permanente de la experiencia de los inmigrantes italianos en la ciudad. El centro de Nueva Orleans, a pesar de recibir algunas nuevas inversiones importantes (por ejemplo, One Shell Square, el Superdomo ), sufría en ese momento muchos de los mismos males que infectaban a la mayoría de los centros urbanos estadounidenses en la era de suburbanización, huida de blancos y desinversión urbana . El alcalde de Nueva Orleans, Moon Landrieu, se comprometió con la mejora y revitalización del centro de la ciudad y recibió con aprobación sugerencias de que el proyecto se ubicara para fomentar la inversión en el centro de la ciudad.
En 1974, Charles Moore, un destacado arquitecto contemporáneo, ex decano de la Escuela de Arquitectura de Yale y defensor de un lenguaje de diseño ingenioso y exuberante, más tarde denominado arquitectura posmoderna, fue contactado para ayudar a hacer realidad la visión de la comunidad italoestadounidense de Nueva Orleans. En colaboración con Ron Filson de UIG en Los Ángeles y dos jóvenes arquitectos que entonces ejercían en la firma Pérez en Nueva Orleans, Malcolm Heard y Allen Eskew, Moore concibió una fuente pública con la forma de la península italiana, rodeada por múltiples columnatas hemicíclicas. una torre de reloj, un campanario y un templo romano ; los dos últimos expresados en forma de estructura espacial abstracta y minimalista. Se accedía a la fuente central, ubicada en medio de una manzana de la ciudad, en dos direcciones: a través de un pasaje ahusado que se extendía desde Poydras Street, o a través de una abertura arqueada en la torre del reloj ubicada donde Commerce Street termina en Lafayette Street. La fuente y las columnatas circundantes se apropiaron juguetonamente de formas y órdenes clásicos, ejecutándolos en materiales modernos (p. ej., acero inoxidable, neón ) o cinéticamente (p. ej., sugiriendo las hojas de acanto de los capiteles corintios tradicionales mediante el uso de chorros de agua).
La ubicación finalmente elegida para la Piazza d'Italia fue una manzana situada en el borde semiabandonado río arriba del centro de la ciudad, a cuatro cuadras de Canal Street y el borde del Barrio Francés y a tres cuadras del río Mississippi . A mediados de la década de 1970, esta zona ya había soportado varias décadas de desgracia y estaba plagada de casas comerciales abandonadas o apenas utilizadas de mediados del siglo XIX, arquitectura industrial de principios del siglo XX e infraestructura portuaria obsoleta. Siguiendo el ejemplo de Boston, Baltimore y otras ciudades portuarias envejecidas que, a partir de finales de la década de 1960, se habían movilizado para reconstruir sus costas históricas, en la década de 1970 Nueva Orleans buscó estimular la inversión en lo que más tarde se conoció como el Distrito Warehouse. Se esperaba que la Piazza d'Italia desencadenaría una ola de inversiones en el Warehouse District y a lo largo de la ribera del río en el centro de Nueva Orleans y, en términos más generales, despertaría el interés en el centro.
Esencial para el diseño de la Piazza era la plena realización de su entorno previsto, que debía haber incluido una hilera histórica rehabilitada de edificios del siglo XIX frente a la calle Tchoupitoulas (edificios cuya parte trasera lindaba con el borde de la Piazza). El equipo de Pérez diseñó edificios de relleno para complementar esta restauración histórica anticipada. La mezcla de arquitectura restaurada y nueva construcción debía haber creado plenamente el contexto previsto para la Piazza, de modo que funcionaría como una "plaza sorpresa" al estilo del Mediterráneo urbano, donde el peatón avanza sin darse cuenta a lo largo de una estrecha pasaje o callejón, sólo para emerger de repente a una plaza iluminada por el sol rodeada de cafés y tiendas. Este efecto deseado fue responsable de la ubicación de la Piazza d'Italia en el corazón de una manzana de la ciudad, alejada de las calles circundantes.
Luchó como espacio urbano casi desde el momento de su finalización en 1978. No se obtuvo financiación pública ni privada para pagar la futura reurbanización del bloque (el Centro Lykes precedió a la construcción de la Piazza por varios años), dejando la Piazza prácticamente invisible desde la calle y atrapada entre la ruina y la fachada modernista en blanco de la sede de Lykes Steamship. . Sin inquilinos comerciales que subsidien el mantenimiento, y con los presupuestos cada vez más limitados de la ciudad -primero por la eliminación gradual del reparto de ingresos del gobierno federal, luego debido a la crisis petrolera regional de mediados a finales de los años 1980- la plaza se deterioró rápidamente, con la fuente rara vez está en funcionamiento y los fantásticos acentos de iluminación de neón e incandescente no se reemplazan ni se reparan. En 1987, la histórica fila vacía a lo largo de la calle Tchoupitoulas resultó gravemente dañada por un incendio y fue demolida, lo que resultó en la instalación de un gran estacionamiento de superficie adyacente a la Piazza. En el año 2000, la Piazza d'Italia era citada habitualmente como una "ruina posmoderna", haciéndose eco irónicamente de sus antecedentes clásicos mucho más antiguos.
En 2002, se anunciaron planes para convertir el Lykes Center, entonces vacío, adyacente a la Piazza, en un hotel Loews. Los desarrolladores del hotel prometieron $1 millón para restaurar la Piazza y ponerla en funcionamiento, y se contrató a Perez Architects para garantizar una restauración fiel. En 2004, la fuente volvió a funcionar, aunque se eliminó el campanario muy deteriorado en la periferia extrema del sitio. Sin embargo, la visión original del diseño de Piazza de una "plaza sorpresa" urbana se cumple sólo parcialmente y debe esperar el desarrollo de los estacionamientos de superficie adyacentes para su realización.
Durante años, la Piazza y los aparcamientos circundantes fueron propiedad de la Piazza d'Italia Development Corporation. En 2013, esta entidad se fusionó con Canal Street Development Corporation (CSDC), que a su vez se fusionó con New Orleans Building Corporation (NOBC) en diciembre de 2016.
En 2013, el alcalde Mitch Landrieu, hijo de Moon Landrieu, y funcionarios de Canal Street Development Corporation anunciaron un proyecto de 280.000 dólares para renovarla, que necesitaba mantenimiento y mejoras adicionales unos nueve años después de que se lograra su importante restauración. La primera fase de mejoras incluyó la instalación de más paisajismo de estilo italiano, la creación de una pantalla verde para privacidad visual entre la Piazza y el estacionamiento adyacente, y el desarrollo de baños que cumplan con la ADA con un nuevo sistema de aire acondicionado. Los fondos para este proyecto provienen del Fondo Empresarial Piazza d'Italia, controlado por Canal Street Development Corp. "[Estas mejoras] no se financiarán con dólares del fondo general de la ciudad", dijo Landrieu en una conferencia de prensa celebrada en el sitio. . “Los dólares provendrán de las tarifas generadas por el estacionamiento que hay alrededor de esta área”. Al señalar su importancia para la comunidad italoestadounidense local, el alcalde Mitch Landrieu señaló que tiene herencia italiana por parte de su madre.
Se ha completado la fase I de las renovaciones. La segunda fase estaba en construcción y estaba previsto que estuviera terminada a finales de 2018. En esta fase se restablecieron todos los elementos de la fuente que necesitaban reparación o sustitución, de modo que se recupera íntegramente su concepción original. Los estacionamientos de superficie circundantes, propiedad de la ciudad, siguen sin desarrollarse.

## Inscripción
La fuente tiene una inscripción en latín dividida en dos secciones.
A la izquierda, FONS SANCTI JOSEPHI y a la derecha, HVNC FONTEM CIVES NOVI AVRELIANI TOTO POPULO DONO DEDERUNT.

Esto se traduce como: La Fuente de San José: Los ciudadanos de Nueva Orleans han regalado esta fuente a todo el pueblo.